# أنيسة دليج
أنيسة دليج (مواليد 6 أبريل 1993 في فرنسا)، هي لاعبة كرة قدم تلعب في مركز الهجوم. وتمثل منتخب الجزائر على المستوى الدولي.

## مسيرتها الكروية
لعبت دليج لأندية تمبلمار، ليل، غراند كاليه، وإف سي بوسبيك فيمينين في فرنسا.

### الأهداف الدولية
قائمة الأهداف والنتائج مع إظهار حصيلة أهداف الجزائر أولاً
| الرقم | التاريخ        | الملعب                  | الخصم   | الهدف | النتيجة | المسابقة                             | م.    |
| ----- | -------------- | ----------------------- | ------- | ----- | ------- | ------------------------------------ | ----- |
| 1     | 16 فبراير 2020 | ملعب الكرم، الكرم، تونس | تنزانيا | 1–1   | 2–3     | دورة اتحاد شمال إفريقيا للسيدات 2020 | [ 4 ] |

## وصلات خارجية
- أنيسة دليج على إنستغرام